# Jordi Torres
Jordi Torres Fernández (Rubí, 27 agosto 1987) è un pilota motociclistico spagnolo, vincitore della Coppa del Mondo FIM MotoE nel 2020 e nel 2021.

## Carriera

### Biografia
Suo fratello Rubén Torres, anche lui pilota motociclistico professionista, perse la vita nel 2006 in un incidente durante una gara della categoria Supersport del campionato spagnolo, gara a cui partecipava lo stesso Jordi Torres.

### Gli inizi
Inizia la carriera da pilota professionista nel campionato spagnolo, correndo dal 2003 al 2006 nella categoria riservata alle Supersport, realizzando il suo miglior posizionamento nella classifica piloti del 2005, quando si piazza terzo con 95 punti.
Risale invece al 2006 l'esordio in una competizione mondiale, quando ottiene due wild card per prender parte alle prove di Valencia ed Imola del mondiale Supersport con la Yamaha YZF R6 del team Speed Moto. Da rimarcare la prestazione nella gara di casa dove arriva al traguardo in quinta posizione ma viene squalificato a causa di un'irregolarità sul peso minimo della sua moto.

### Moto2
Per quanto riguarda il motomondiale, ha esordito, grazie ad una wild card, al Gran Premio motociclistico di Catalogna 2010 (concluso al 19º posto su una Promoharris), partecipando poi continuativamente al campionato dal 2011, gareggiando in Moto2 su una Suter MMXI del team Mapfre Aspar, senza però ottenere punti validi per il campionato. Nell'edizione successiva ha utilizzato dapprima una Tech 3 Mistral 610 e in seguito nuovamente una Suter, ottenendo il 19º posto finale con 31 punti totali. Nella stessa stagione vince il Campionato Europeo Velocità categoria Supersport, svoltosi gara unica ad Albacete. Nel 2013 ottiene la sua prima vittoria in Moto2 nel GP di Germania. Ottiene poi un terzo posto in Australia e un secondo posto in Comunità Valenciana. Conclude la stagione al 10º posto con 128 punti. Nel 2014 rimane nello stesso team. Ottiene come miglior risultato due ottavi posti (Qatar e Aragona) e termina la stagione al 16º posto con 57 punti.

### Superbike
Nel 2015 si sposta nel campionato mondiale Superbike alla guida di una Aprilia RSV4 RF del Aprilia Racing Team - Red Devils. Il compagno di squadra, per questa stagione è Leon Haslam. Torres inizia la stagione con discreti risultati, migliorando gradualmente fino a salire sul podio nei Gran Premi d'Italia a Imola, Malesia e Spagna, prima di ottenere il successo in gara 1 nel Gran Premio finale in Qatar. Chiude la stagione al quinto posto in classifica mondiale, migliore esordiente dell'anno, con 247 punti.

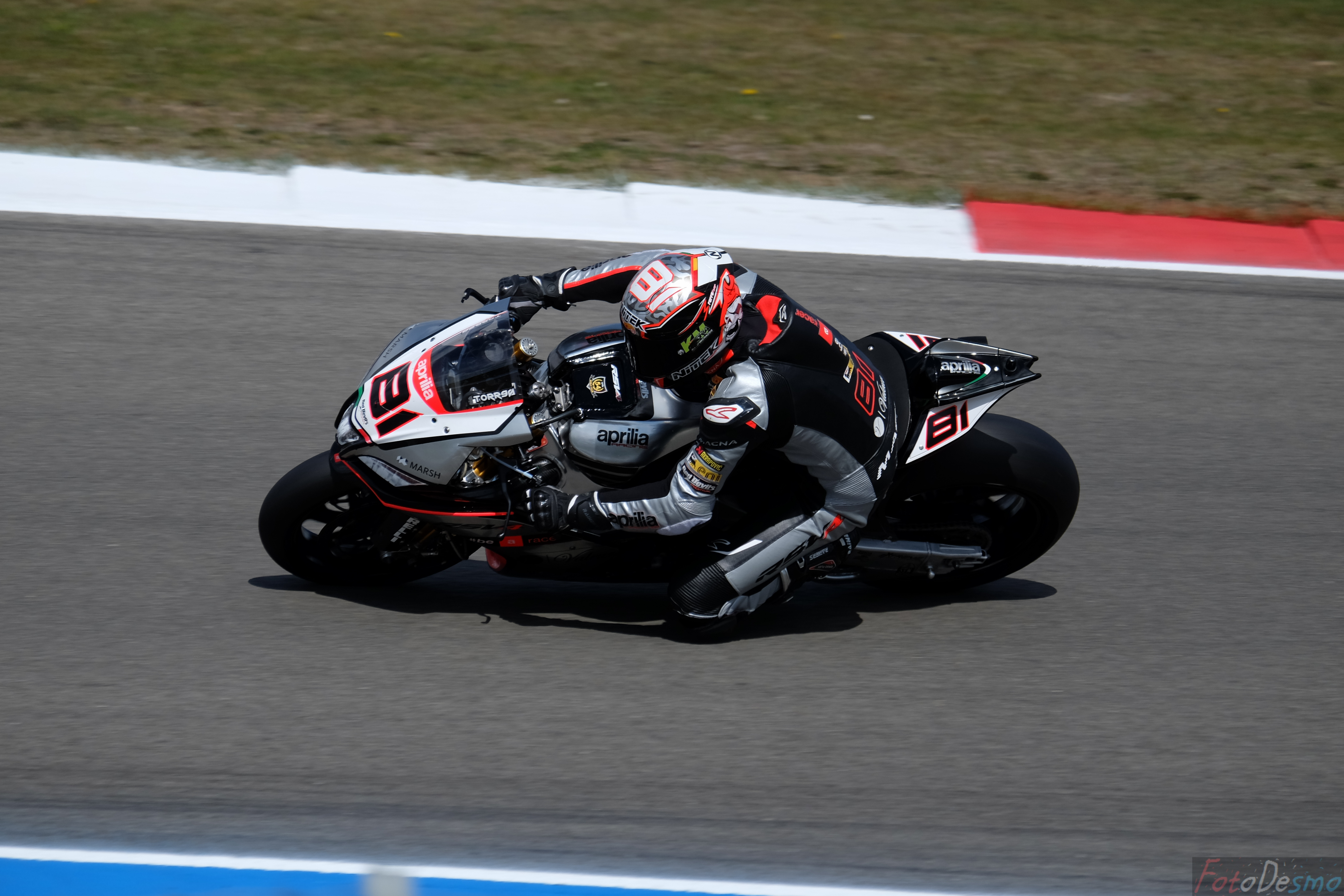
Torres, alla guida dell'Aprilia RSV4, nel mondiale Superbike 2015.

Nel 2016 rimane nel campionato mondiale Superbike, ma alla guida di una BMW S1000 RR del team Althea BMW Racing. Disputa una stagione regolare, ritirandosi una sola volta, in gara 2 al Lausitzring e terminando a punti in tutte le altre gare. Chiude la stagione, migliore dei piloti BMW, al sesto posto con 213 punti ottenuti. Nel 2017 rimane nel team Althea BMW Racing alla guida della BMW S1000 RR. Il compagno di squadra è lo stesso della stagione precedente, ossia il tedesco Markus Reiterberger. Chiude la stagione al nono posto con centocinquantotto punti ottenuti.
Nel 2018 cambia squadra, si trasferisce infatti all'MV Agusta Reparto Corse che gli affida l'unica 1000 F4 nel mondiale Superbike. In questa stagione è chiamato a sostituire l'infortunato Esteve Rabat in sella ad una Ducati Desmosedici gestita dal team Avintia Racing in occasione dei Gran Premi di Aragona, Thailandia, Giappone, Australia, Malesia e Comunità Valenciana in MotoGP, ma in Malesia non corre per la frattura del pollice sinistro rimediata nelle prove libere del GP. Ha totalizzato un punto. A partire dal Gran Premio d'Argentina, in Superbike, il suo posto in squadra viene preso dal pilota cileno Maximilian Scheib. I punti ottenuti nel mondiale Superbike gli consentono di chiudere al tredicesimo posto in classifica piloti. Nel 2019 passa al Team Pedercini alla guida di una Kawasaki ZX-10R con la quale prende parte anche al Trofeo Indipendenti. Al termine della stagione totalizza centotrentacinque punti che gli consentono di chiudere undicesimo tra i piloti e quarto nella graduatoria del Trofeo Indipendenti.

### MotoE
Nel 2020 corre nella classe MotoE del motomondiale con il team Pons Racing. Con una vittoria nella prima gara in Francia, due secondi posti (Andalusia e prima gara in Emilia Romagna) e due pole position (Emilia Romagna e Francia) e vince il titolo iridato con 114 punti. Nel 2021 rimane nello stesso team, con compagno di squadra Jasper Iwema. Vince il titolo iridato con 100 punti e con una vittoria, un secondo posto e due terzi posti come piazzamenti sul podio in gara. Nella seconda e ultima gara stagionale a Misano, mentre era in testa, cade a seguito di un soprasso subito dal diretto avversario al titolo Aegerter, che quindi si aggiudica la gara e anche il campionato; a gara conclusa, però, i giudici stabiliscono che il sorpasso del pilota svizzero su Torres è stato troppo aggressivo, comminandogli una penalità di 38 secondi che si aggiunge al tempo di gara, piazzandosi perciò alla 12ª posizione al traguardo e facendo passare il titolo al pilota spagnolo. Nel 2022 inizia la terza stagione consecutiva in MotoE, il compagno di squadra è Mattia Casadei. In occasione del Gran Premio di Francia rimane coinvolto in un incidente i cui postumi gli impediranno di prendere parte alla gara successiva venendo sostituito da Massimo Roccoli. Chiude la stagione all'undicesimo posto in classifica. Nel 2023 gareggia nuovamente in MotoE, viene ingaggiato dal Team Aspar, la compagna di squadra è María Herrera. Rimane in corsa per la conquista del titolo fino a fine campionato salvo poi chiudere al secondo posto, a circa quaranta punti di distacco dal vincitore. Ad inizio stagione inoltre, ha sostituito il connazionale Izan Guevara in Moto2 per due gare senza ottenere punti. Nel 2024 prosegue con Aspar in MotoE, il nuovo compagno di squadra è Kevin Zannoni. Conquista due piazzamentio a podio e chiude il campionato al sesto posto.

## Risultati in gara

### Campionato mondiale Supersport
| 2006 | Moto   |  |  |    |  |  |  |  |  |  |  |    |  | Punti | Pos. |
| ---- | ------ |  |  | -- |  |  |  |  |  |  |  | -- |  | ----- | ---- |
| 2006 | Yamaha |  |  | SQ |  |  |  |  |  |  |  | 24 |  | 0     |      |

| Legenda | 1º posto        | 2º posto            | 3º posto           | A punti      | Senza punti        | Grassetto – Pole position Corsivo – Giro più veloce |
| Legenda | Gara non valida | Non qual./Non part. | Ritirato/Non class | Squalificato | '-' Dato non disp. | Grassetto – Pole position Corsivo – Giro più veloce |

### Motomondiale

#### Moto2
| 2010 | Classe | Moto        |  |  |  |  |  |  |    |  |    |  |  |  |  |  |  |  |  |  |  |  |  |  | Punti | Pos. |
| ---- | ------ | ----------- |  |  |  |  |  |  | -- |  | -- |  |  |  |  |  |  |  |  |  |  |  |  |  | ----- | ---- |
| 2010 | Moto2  | Promoharris |  |  |  |  |  |  | 19 |  | NE |  |  |  |  |  |  |  |  |  |  |  |  |  | 0     |      |

| 2011 | Classe | Moto  |  |  |  |  |  |     |  |    |    |    |    |    |    |    |     |     |    |    |  |  |  |  | Punti | Pos. |
| ---- | ------ | ----- |  |  |  |  |  | --- |  | -- | -- | -- | -- | -- | -- | -- | --- | --- | -- | -- |  |  |  |  | ----- | ---- |
| 2011 | Moto2  | Suter |  |  |  |  |  | Rit |  | 19 | 21 | NE | 19 | 18 | NP | 20 | Rit | Rit | 17 | 18 |  |  |  |  | 0     |      |

| 2012 | Classe | Moto           |  |  |  |  |    |  |  |  |  |    |    |    |    |   |    |     |    |   |  |  |  |  | Punti | Pos. |
| ---- | ------ | -------------- |  |  |  |  | -- |  |  |  |  | -- | -- | -- | -- | - | -- | --- | -- | - |  |  |  |  | ----- | ---- |
| 2012 | Moto2  | Tech 3 e Suter |  |  |  |  | 16 |  |  |  |  | NE | 18 | 13 | 16 | 8 | 12 | Rit | 10 | 6 |  |  |  |  | 31    | 19º  |

| 2013 | Classe | Moto  |    |    |   |     |   |     |   |   |    |    |    |    |    |   |   |   |     |   |  |  |  |  | Punti | Pos. |
| ---- | ------ | ----- | -- | -- | - | --- | - | --- | - | - | -- | -- | -- | -- | -- | - | - | - | --- | - |  |  |  |  | ----- | ---- |
| 2013 | Moto2  | Suter | 11 | 13 | 7 | Rit | 6 | Rit | 9 | 1 | NE | 10 | 10 | 13 | 15 | 6 | 9 | 3 | Rit | 2 |  |  |  |  | 128   | 10º  |

| 2014 | Classe | Moto  |   |    |    |    |    |    |     |    |     |    |    |    |    |   |    |    |    |    |  |  |  |  | Punti | Pos. |
| ---- | ------ | ----- | - | -- | -- | -- | -- | -- | --- | -- | --- | -- | -- | -- | -- | - | -- | -- | -- | -- |  |  |  |  | ----- | ---- |
| 2014 | Moto2  | Suter | 8 | 25 | 10 | 12 | 17 | 11 | Rit | 26 | Rit | 12 | 18 | 11 | 21 | 8 | 11 | 10 | 15 | 11 |  |  |  |  | 57    | 16º  |

| 2023 | Classe | Moto  |    |    |  |  |  |  |  |  |  |  |  |  |  |  |  |  |  |  |  |  |  |  | Punti | Pos. |
| ---- | ------ | ----- | -- | -- |  |  |  |  |  |  |  |  |  |  |  |  |  |  |  |  |  |  |  |  | ----- | ---- |
| 2023 | Moto2  | Kalex | 23 | 16 |  |  |  |  |  |  |  |  |  |  |  |  |  |  |  |  |  |  |  |  | 0     |      |

| Legenda | 1º posto        | 2º posto            | 3º posto            | A punti      | Senza punti        | Grassetto – Pole position Corsivo – Giro più veloce |
| Legenda | Gara non valida | Non qual./Non part. | Ritirato/Non class. | Squalificato | '-' Dato non disp. | Grassetto – Pole position Corsivo – Giro più veloce |

#### MotoGP
| 2018 | Classe | Moto   |  |  |  |  |  |  |  |  |  |  |  |  |  |    |    |    |    |    |    | Punti | Pos. |
| ---- | ------ | ------ |  |  |  |  |  |  |  |  |  |  |  |  |  | -- | -- | -- | -- | -- | -- | ----- | ---- |
| 2018 | MotoGP | Ducati |  |  |  |  |  |  |  |  |  |  |  |  |  | 20 | 19 | 17 | 17 | NP | 15 | 1     | 28º  |

| Legenda | 1º posto        | 2º posto            | 3º posto            | A punti      | Senza punti        | Grassetto – Pole position Corsivo – Giro più veloce |
| Legenda | Gara non valida | Non qual./Non part. | Ritirato/Non class. | Squalificato | '-' Dato non disp. | Grassetto – Pole position Corsivo – Giro più veloce |

#### MotoE
| 2020 | Classe | Moto     |   |   |   |   |   |   |   |  |  |  | Punti | Pos. |
| ---- | ------ | -------- | - | - | - | - | - | - | - |  |  |  | ----- | ---- |
| 2020 | MotoE  | Energica | 6 | 2 | 4 | 2 | 3 | 1 | 6 |  |  |  | 114   | 1º   |

| 2021 | Classe | Moto     |   |   |   |   |   |   |    |  |  | Punti | Pos. |
| ---- | ------ | -------- | - | - | - | - | - | - | -- |  |  | ----- | ---- |
| 2021 | MotoE  | Energica | 3 | 5 | 3 | 2 | 7 | 1 | 13 |  |  | 100   | 1º   |

| 2022 | Classe | Moto     |   |   |     |    |     |     |   |    |   |    |   |   |  |  | Punti | Pos. |
| ---- | ------ | -------- | - | - | --- | -- | --- | --- | - | -- | - | -- | - | - |  |  | ----- | ---- |
| 2022 | MotoE  | Energica | 5 | 7 | Rit | NP | Inf | Inf | 9 | 16 | 8 | 10 | 4 | 5 |  |  | 65    | 11º  |

| 2023 | Classe | Moto   |   |   |   |   |   |   |   |   |   |   |   |   |   |     |    |   | Punti | Pos. |
| ---- | ------ | ------ | - | - | - | - | - | - | - | - | - | - | - | - | - | --- | -- | - | ----- | ---- |
| 2023 | MotoE  | Ducati | 1 | 2 | 9 | 5 | 1 | 3 | 2 | 2 | 5 | 4 | 5 | 6 | 7 | Rit | 10 | 4 | 217   | 2º   |

| 2024 | Classe | Moto   |     |   |   |     |   |   |     |    |   |   |   |   |   |   |   |   | Punti | Pos. |
| ---- | ------ | ------ | --- | - | - | --- | - | - | --- | -- | - | - | - | - | - | - | - | - | ----- | ---- |
| 2024 | MotoE  | Ducati | Rit | 5 | 4 | Rit | 7 | 4 | Rit | 12 | 3 | 5 | 5 | 3 | 5 | 4 | 5 | 4 | 152   | 6º   |

| 2025 | Classe | Moto   |   |   |   |   |    |   |  |  |  |  |  |  |  |  |  | Punti | Pos. |
| ---- | ------ | ------ | - | - | - | - | -- | - |  |  |  |  |  |  |  |  |  | ----- | ---- |
| 2025 | MotoE  | Ducati | 7 | 3 | 3 | 4 | 10 | 8 |  |  |  |  |  |  |  |  |  | 68    |      |

| Legenda | 1º posto        | 2º posto            | 3º posto            | A punti      | Senza punti        | Grassetto – Pole position Corsivo – Giro più veloce |
| Legenda | Gara non valida | Non qual./Non part. | Ritirato/Non class. | Squalificato | '-' Dato non disp. | Grassetto – Pole position Corsivo – Giro più veloce |

### Campionato mondiale Superbike
| 2015 | Moto    |   |     |   |   |   |   |   |   |     |   |   |   |    |   |     |   |   |   |    |   |    |   |    |   |   |     |  |  | Punti | Pos. |
| ---- | ------- | - | --- | - | - | - | - | - | - | --- | - | - | - | -- | - | --- | - | - | - | -- | - | -- | - | -- | - | - | --- |  |  | ----- | ---- |
| 2015 | Aprilia | 4 | Rit | 4 | 4 | 5 | 4 | 6 | 6 | Rit | 3 | 7 | 7 | 11 | 7 | Rit | 7 | 5 | 4 | 10 | 3 | 12 | 2 | 12 | 8 | 1 | Rit |  |  | 247   | 5º   |

| 2016 | Moto |   |   |   |   |   |   |   |    |   |   |   |    |   |    |   |   |   |   |   |     |    |   |   |   |   |   |  |  | Punti | Pos. |
| ---- | ---- | - | - | - | - | - | - | - | -- | - | - | - | -- | - | -- | - | - | - | - | - | --- | -- | - | - | - | - | - |  |  | ----- | ---- |
| 2016 | BMW  | 8 | 7 | 8 | 8 | 7 | 5 | 5 | 15 | 4 | 7 | 4 | 13 | 7 | 11 | 5 | 7 | 8 | 6 | 4 | Rit | 14 | 7 | 8 | 8 | 8 | 6 |  |  | 213   | 6º   |

| 2017 | Moto |   |     |   |   |   |   |     |   |    |   |   |     |   |     |   |     |   |   |   |   |    |   |    |    |   |     |  |  | Punti | Pos. |
| ---- | ---- | - | --- | - | - | - | - | --- | - | -- | - | - | --- | - | --- | - | --- | - | - | - | - | -- | - | -- | -- | - | --- |  |  | ----- | ---- |
| 2017 | BMW  | 7 | Rit | 7 | 5 | 6 | 7 | Rit | 7 | NP | 8 | 9 | Rit | 4 | Rit | 7 | Rit | 9 | 8 | 6 | 5 | 14 | 8 | 13 | 10 | 7 | Rit |  |  | 158   | 9º   |

| 2018 | Moto      |     |   |    |     |     |   |   |   |    |   |    |   |     |     |   |   |    |     |   |    |    |    |  |  |  |  |  |  | Punti | Pos. |
| ---- | --------- | --- | - | -- | --- | --- | - | - | - | -- | - | -- | - | --- | --- | - | - | -- | --- | - | -- | -- | -- |  |  |  |  |  |  | ----- | ---- |
| 2018 | MV Agusta | Rit | 8 | 10 | Rit | Rit | 8 | 9 | 6 | 14 | 5 | 11 | 9 | Rit | Rit | 9 | 7 | 18 | Rit | 7 | 13 | 12 | 14 |  |  |  |  |  |  | 98    | 13º  |

| 2019 | Moto     |    |    |    |    |    |    |    |   |   |   |    |    |    |   |    |     |   |   |    |    |    |     |   |     |   |   |   |    |    |    |    |    |    |   |    |   |     |    |    |  |  |  | Punti | Pos. |
| ---- | -------- | -- | -- | -- | -- | -- | -- | -- | - | - | - | -- | -- | -- | - | -- | --- | - | - | -- | -- | -- | --- | - | --- | - | - | - | -- | -- | -- | -- | -- | -- | - | -- | - | --- | -- | -- |  |  |  | ----- | ---- |
| 2019 | Kawasaki | 11 | 17 | 14 | 11 | 13 | 10 | 10 | 8 | 7 | 8 | AN | 10 | 11 | 9 | AN | Rit | 8 | 8 | 12 | 11 | 10 | Rit | 9 | Rit | 6 | 8 | 8 | 11 | 12 | 11 | 11 | 15 | 10 | 8 | 11 | 9 | Rit | 14 | 13 |  |  |  | 135   | 11º  |

| Legenda | 1º posto        | 2º posto            | 3º posto           | A punti      | Senza punti        | Grassetto – Pole position Corsivo – Giro più veloce |
| Legenda | Gara non valida | Non qual./Non part. | Ritirato/Non class | Squalificato | '-' Dato non disp. | Grassetto – Pole position Corsivo – Giro più veloce |